# Christusmonogram

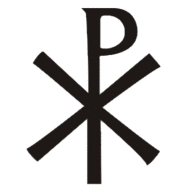
Chi-rho-monogram

Het Christusmonogram, ook wel christogram, chi-rho-, rho-tau- of chi-rho-tau-monogram genoemd, behoort – naast het kruis en het ichthussymbool (de vis) – tot de belangrijkste symbolen om Jezus Christus mee aan te duiden (vooral in de late oudheid). Het is een verwijzing naar het oudere zonnerad.
Het is een afkorting van de Griekse naam ΧΡΙΣΤΟΣ (Christus), waarbij in de meeste gevallen de eerste twee letters, Χ (hoofdletter chi) en Ρ (hoofdletter rho), tot een monogram zijn gevormd. Volgens een andere traditie gaat het om de Griekse equivalenten van de beginletters van het Latijnse Christus Rex (Christus (is) Koning). Soms wordt dan een N (van Nazarenus) toegevoegd. Het chi-rho-monogram staat in Unicode onder nummer U+2627 (hexadecimaal): ☧
|                                     |  |  |
| Links: rho-tau. Rechts: chi-rho-tau |  |  |

Een minder voorkomende variant toont een combinatie van de Griekse hoofdletters Ρ (rho) en T (tau), waarbij de eerstgenoemde letter boven de laatstgenoemde is geplaatst, zodat een Grieks of Latijns kruis ontstaat. Het symbool wordt om die reden ook wel staurogram genoemd. In enkele gevallen worden de drie letters Χ, Ρ en T gecombineerd, een chi-rho-tau-monogram.
Het monogram wordt vaak begeleid door de letters alfa en omega, ontleend aan Openbaring 22:13.
Vooral in protestantse kringen – maar niet alleen daar – wordt het Christusmonogram veel gebruikt als decoratie op omslagen van bijbels, liturgie- en liederenboeken, e.d.

## Afbeeldingen

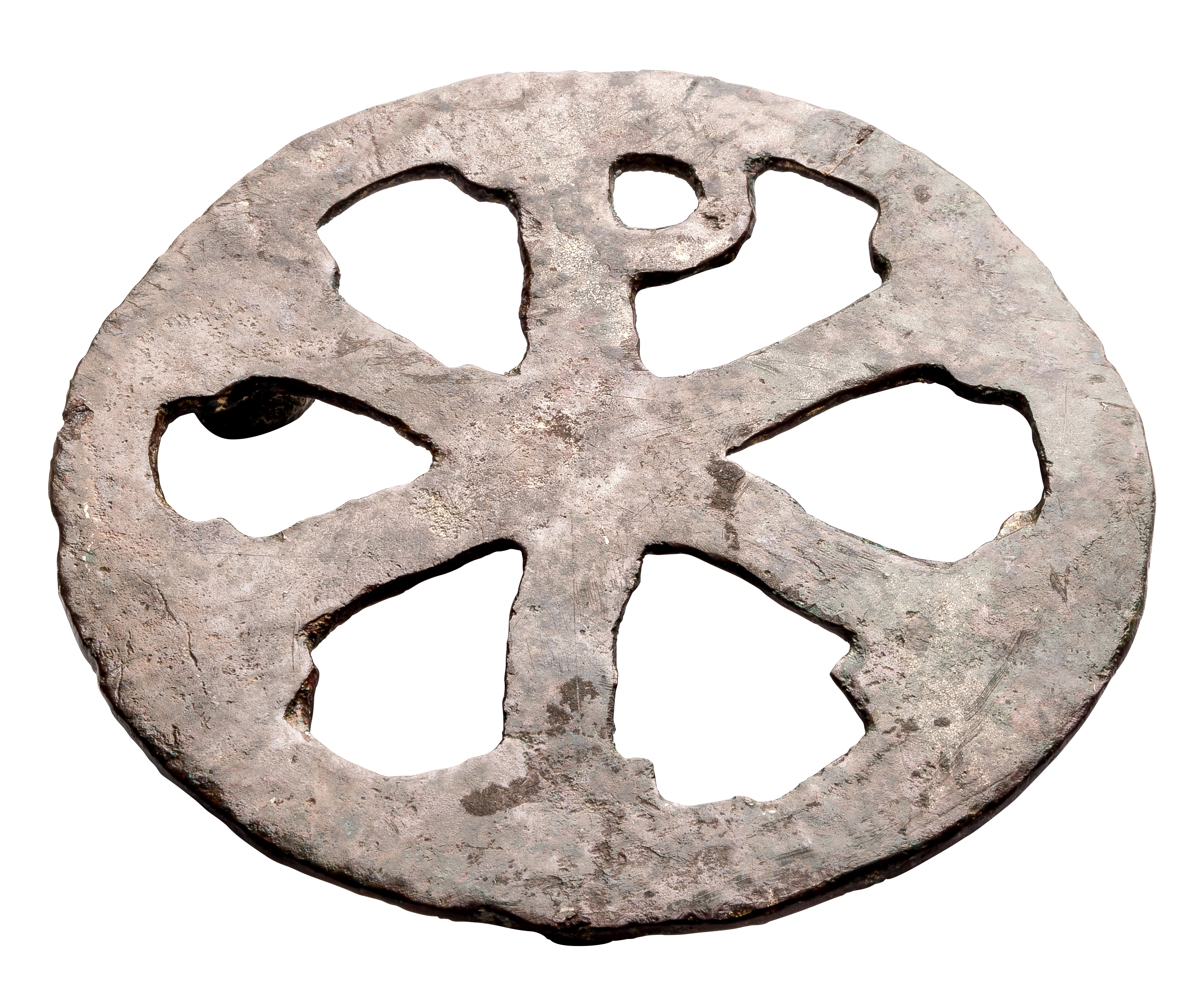
Romeins christogram in brons uit een Germaanse nederzetting in Neerharen, 375-450 n.Chr. (Gallo-Romeins Museum, Tongeren)
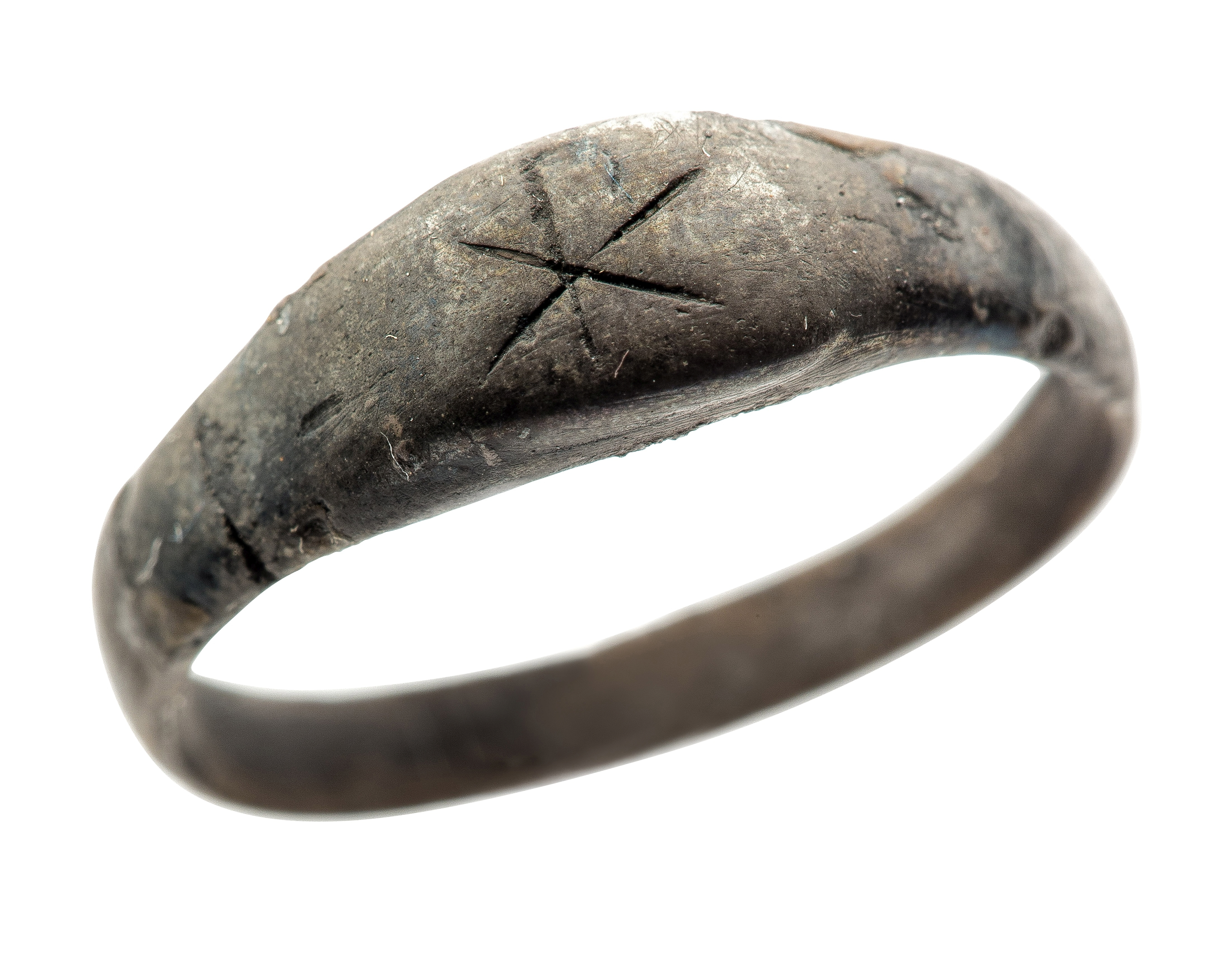
Zilveren ring met chi-rho-monogram gevonden op een christelijke begraafplaats in laat-Romeins Tongeren, 4e eeuw (Gallo-Romeins Museum, Tongeren)
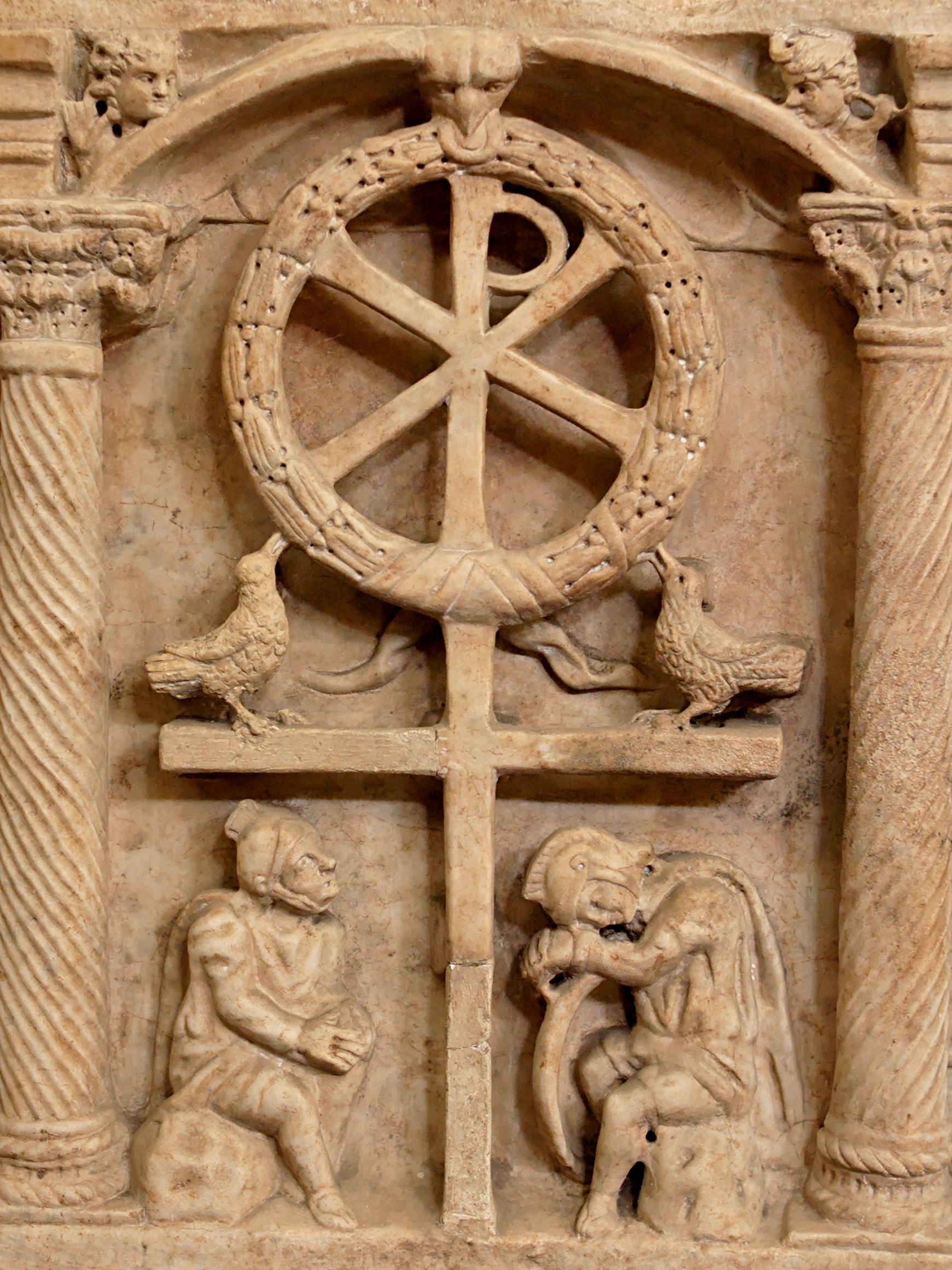
Anastasis, symbolische voorstelling van de opstanding van Christus met chi-rho-monogram. Paneel van een Romeinse sarcofaag, ca. 350 na Chr. (Vaticaanse musea)
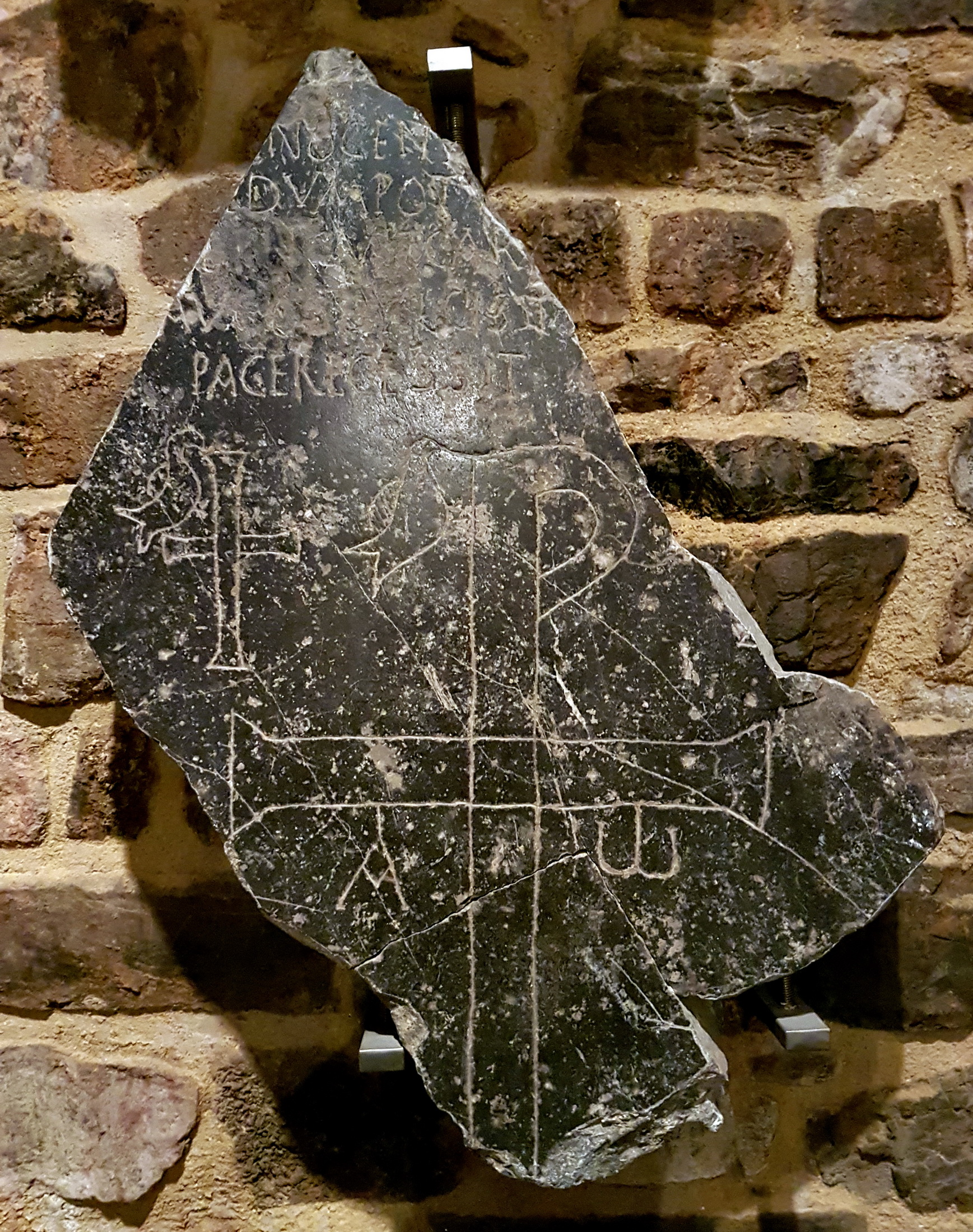
Fragment van vroegchristelijke grafsteen met rho-tau-monogram met alpha en omega en duif, 5e-6e eeuw (lapidarium Sint-Servaasbasiliek, Maastricht)